# Friderik Lupša
Friderik Lupša, slovenski operni pevec (basist), * 13. julij 1908, Retnje pri Tržiču, Slovenija, † 9. februar 1986, Ljubljana, Slovenija.

## Življenje
Petje je študiral pri Mateju Hubadu in Juliju Betettu. Izpopolnjeval se je še na Dunaju. Prvič je na odru ljubljanske Opere nastopil leta 1936 v vlogi Doktorja v Traviati. 
Gostoval je Beogradu, Zagrebu, Mariboru in Pragi.
Lupša je bil nizek, temno obarvan lirski bas z bogatimi nižinami, bil pa je tudi odličen igralec.
Leta 1951 je za vlogo Don Kihota v istoimenski operi Julesa Masseneta prejel Prešernovo nagrado.